# Messier 109
Messier 109 = NGC 3992 ist eine Balken-Spiralgalaxie vom Hubble-Typ SBbc im Sternbild Großer Bär. Sie ist schätzungsweise 50 Millionen Lichtjahre von der Milchstraße entfernt und hat einen Durchmesser von etwa 110.000 Lichtjahren.

## Geschichte
Messier 109 wurde am 12. März 1781 von dem französischen Astronomen Pierre Méchain entdeckt und 1953 von Owen Gingerich dem Messier-Katalog hinzugefügt.

## Beschreibung
M109 ist die hellste Galaxie der M109-Gruppe, einer großen Galaxiengruppe im Sternbild des Großen Bären, die über 50 Galaxien enthält.
Im März 1956 wurde die Supernova 1956A als bisher einzige in dieser Galaxie entdeckt. Die Supernova war vom Typ Ia und erschien im südöstlichen Teil der Galaxie mit einer maximalen Magnitude von 12,8m bis 12,3m.
M109 besitzt mindestens die drei Satellitengalaxien UGC 6923, UGC 6940 und UGC 6969. Die H-I-Gebiete von M109 sind gleichmäßig mit nur geringer Ausdehnung über die Scheibe hinaus verteilt, genau in der Region des Balkens befindet sich ein Loch in der Gasverteilung der H-I-Gebiete.